# جوناثان هيكمان
جوناثان هيكمان (بالإنجليزية: Jonathan Hickman)‏ هو كاتب قصص مصورة أمريكي، ولد في 3 سبتمبر 1972 في كارولاينا الجنوبية في الولايات المتحدة.

## وصلات خارجية
- الموقع الرسمي
- جوناثان هيكمان على موقع الموسوعة البريطانية (الإنجليزية)